# Muzeum Anatomopatologiczne Collegium Medicum Uniwersytetu Jagiellońskiego
Muzeum Anatomopatologiczne Collegium Medicum Uniwersytetu Jagiellońskiego – muzeum anatomii patologicznej w Krakowie przy ulicy Grzegórzeckiej 16, zlokalizowane w  przyziemiu Katedry Patomorfologii Collegium Medicum UJ. Muzeum jest jednym z największych tego typu zbiorów w Europie. Działa od roku 1831.